# Alsodes pehuenche
Alsodes pehuenche е вид жаба от семейство Cycloramphidae. Видът е критично застрашен от изчезване.

## Разпространение
Разпространен е в Аржентина (Мендоса) и Чили.

## Описание
Популацията на вида е намаляваща.